# Vin's
Vin's, né dans les années 1990 à Avignon, est un rappeur français.
Son nom de scène est emprunté au personnage de Vinz dans le film La Haine.

## Origines
Né à Avignon, Vin's a vécu dans plusieurs villes dont Montpellier, Marseille, Lyon.
Petit, il écoute les Psy 4 de la Rime, Sniper, ou Sinik, et rêve de faire du rap.
Il quitte l’école à 16 ans, et sa famille à 18 pour aller à Grenoble où il se lance dans la musique.

## Carrière musicale

### Début
Vin's publie ses premiers premiers clips sur Internet. En 2014, il publie FBitch et Burnout qui font réagir les réseaux sociaux et dépassent le million de vues.
Son premier album Freeson sort la même année,, un album de 20 titres avec plusieurs featurings.

### Médiatisation avec23h59et#Metoo
Il se fait réellement connaître du grand public à partir de 2018 avec son album 23h59,. Il y dénonce notamment l'injustice, le sexisme et le racisme. Il signe ensuite chez le label Capitol Music, une filiale d’Universal Music.
En 2018, il prend part au mouvement #MeToo en publiant un morceau du même nom, pour mettre en lumière les "abus" qui sont "banalisés", et dénoncer les violences faites aux femmes,. Cet engagement, rare dans le domaine du rap, est remarqué,,. Pour Les Inrocks, « Vin's s’attaque aux violences faites aux femmes dans un freestyle engagé et inspiré, baptisé #MeToo. Dans un texte sans équivoque, très loin des clichés machistes qui collent à la peau des rappeurs ». Il avait déjà abordé auparavant le thème de la condition des femmes dans plusieurs titres comme FreeSon ou FB....
Son album Sophia sort en 2019, avec 17 titres.

### Liberté,Egalité,Fraternité
En 2019 également, il publie Fraternité, l’un des trois morceaux qui composent une « trilogie » avec Egalité et Liberté, dans lequel il s’attaque aux discriminations vécues par les personnes de confession musulmane et dénonce la surmédiatisation de leur foi.
En 2020, à la suite du mouvement des gilets jaunes, il publie Egalité dans lequel il dénonce les inégalités de classe entre une élite déconnectée de la réalité et des classes sociales inférieures écrasées par les prélèvements, en intégrant une déclaration faite par Coluche en 1981, comme pour montrer que rien n'a changé depuis 40 ans.
En janvier 2021, il conclut la devise avec Liberté, publié pendant la crise sanitaire de la covid-19, dans lequel il exhorte à la liberté et au libre-arbitre et dénonce les abus des gouvernants, les violences policières, la loi sécurité globale, ainsi que l'impunité des puissants. Le titre est censuré sur Youtube : « Le morceau avait été supprimé alors qu’il prenait de l’ampleur sur les réseaux ». Quelques mois plus tard, il décide donc de proposer « une version neuve, totalement recomposée, accompagné en live par Herman Shank. »

### Derniers albums
La sortie de son album Manifeste se fait la même année,.
En 2023 sort La chambre d’écoute, un maxi de quatre titres.

## Réception
Son rap est qualifié d'engagé,, percutant,, et sans langue de bois,.  
Le magazine Les Inrocks évoque les « artistes modernes comme Chilla ou Vin’s, emblèmes d’un rap déconstruisant sa propre imagerie virile », et le journal Le Figaro écrit : « comme Vin's, une partie de la nouvelle génération de rappeurs consacre leur plume à la condition des femmes » et souligne sa « déconstruction de l'image hypervirile de l'homme ».